# 구르믈 버서난 달처럼
《구르믈 버서난 달처럼》은 1995년 대한민국에서 발표한 박흥용의 만화 시리즈이다. 만화 잡지 《영챔프》에 연재를 하였으며, 이후 바다 출판사를 통해 세 권짜리 단행본이 발간되기도 하였다.

## 줄거리
정유재란 직전에 이몽학의 난이라고 부르는 혁명을 통해 새 세상을 이루려는 혁명가와 친구의 욕심을 경계하는 맹인검객, 그리고 맹인검객을 사부로 모신 서자의 이야기

## 등장인물
- 이몽학 - 혁명가
- 황정학 - 맹인 검객, 침술가

## 수상
- 2004년 독일 프랑크푸르트 국제 도서전 선정, 한국의 책 100
- 1996년 문화관광부 선정, 대한민국 만화문화대상 - 저작상

## 영화화
2010년 이준익 감독이 이 만화를 원작으로 한 동명의 영화를 만들었다. 영화사 아침과 타이거 픽처스가 공동 제작하였으며, 차승원과 황정민이 주연을 맡았다.

## 같이 보기
- 이몽학의 난
- 임진왜란